# Konrad Badenheuer

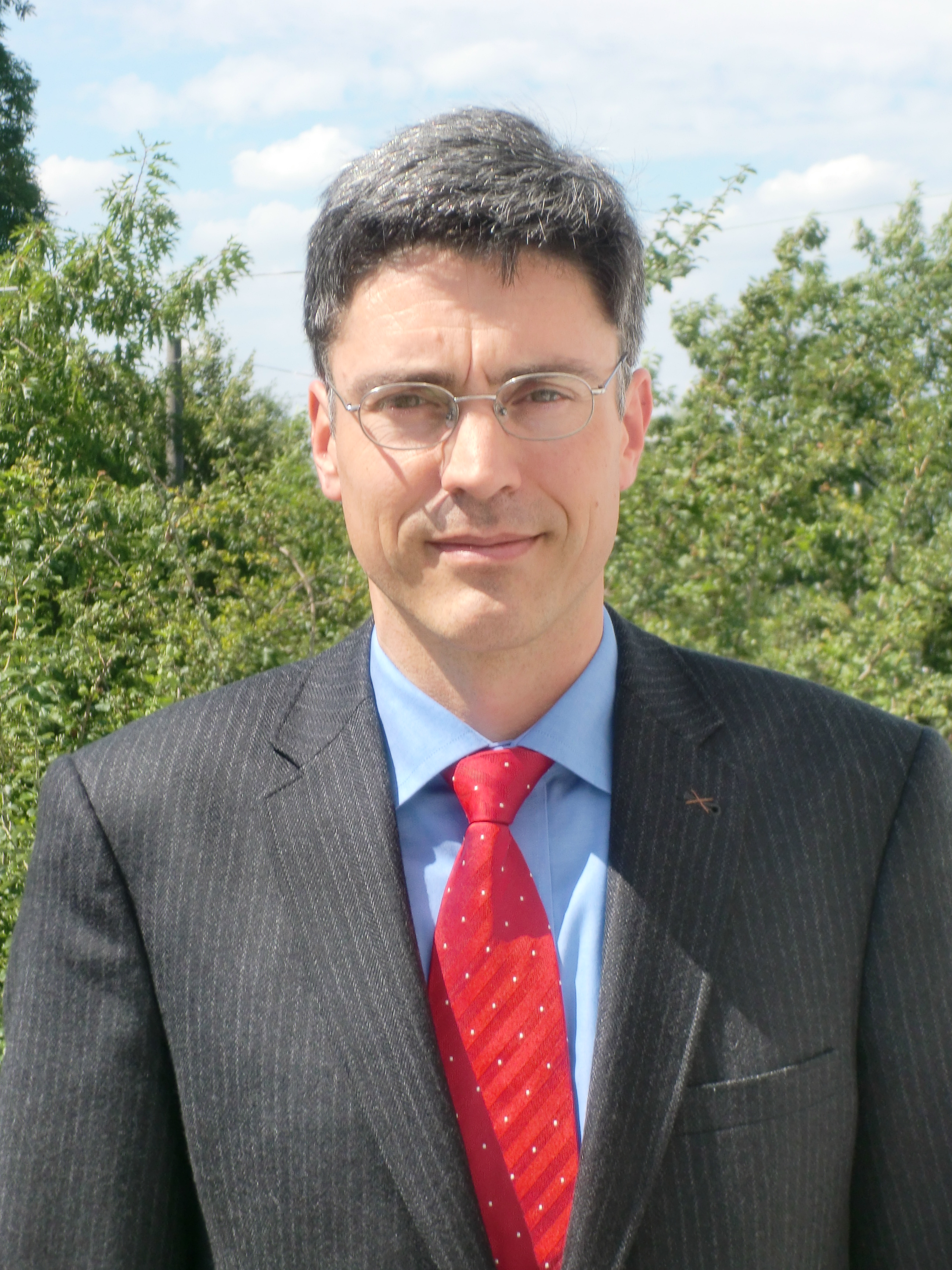
Konrad Badenheuer (2009)

Konrad Badenheuer (* 6. Juli 1966 in Stuttgart) ist ein deutscher Publizist. Er ist aktuell aktiv als Verleger, Journalist und Sachbuchautor, war aber auch als Ausstellungsmacher und Pressesprecher tätig.

## Leben
Badenheuer leistete nach seinem Abitur am Karls-Gymnasium in Stuttgart seinen Wehrdienst beim Fernmeldebataillon 230 in Dillingen ab. Danach studierte er Betriebswirtschaftslehre, Volkswirtschaftslehre und Politische Wissenschaft an der WHU in Koblenz, der Texas A&M University in College Station und der Rheinischen Friedrich-Wilhelms-Universität Bonn (Abschluss: Diplom-Volkswirt). Während des Studiums war er 1989/90 Vorsitzender der Bonner Gruppe des Rings Christlich-Demokratischer Studenten (RCDS).
1991/92 war er Mitarbeiter des CDU-Bundestagsabgeordneten Heinrich Lummer und danach Pressesprecher der Sudetendeutschen Landsmannschaft in München. Von 2001 bis 2008 Redakteur beim Bayernkurier. Im Jahre 2006 erstellte er die Ausstellung Die Sudetendeutschen – eine Volksgruppe in Europa, die im Juli/August 2011 in der Bayerischen Landesvertretung in Berlin gezeigt wurde. Von September 2008 bis Juni 2011 war er Chefredakteur der Preußischen Allgemeinen Zeitung. Er ist geschäftsführender Gesellschafter Verlages Inspiration Unlimited mit Sitz in Berlin (gegründet 2007 als Verlag Inspiration Un Limited).
Badenheuer ist Gründungsvorsitzender der gemeinnützigen Gesellschaft für christliche Ethik in Finanzanlagen e. V. Der aktuelle Schwerpunkt (2021/22) seiner journalistischen Arbeit liegt im Bereich der Wirtschafts- und Währungspolitik, insbesondere bei Fragen der Inflation. Er ist Vater von drei Kindern und lebt in Berlin.

## Schriften (Auswahl)
- Die Sudetendeutschen. Eine Volksgruppe in Europa. Von den Anfängen bis zur Gegenwart. (Katalog zur gleichnamigen Ausstellung). Sudetendeutscher Rat, München 2007, [2. und 3. Auflage 2008 und 2010], ISBN 978-3-00-021603-9.
- mit Wolfram Euler: Sprache und Herkunft der Germanen. Abriss des Protogermanischen vor der Ersten Lautverschiebung. Verlag Inspiration Un Ltd., London/Hamburg 2009, ISBN 978-3-9812110-1-6.
- mit Alfred de Zayas: 80 Thesen zur Vertreibung. Aufarbeiten statt verdrängen. 216 S., Verlag Inspiration Un Ltd., London/Berlin 2019, ISBN 978-3-945127-292.
- mit Wolfram Euler: Sprache und Herkunft der Germanen. Abriss des Frühurgermanischen vor der Ersten Lautverschiebung. 270 S., Verlag Inspiration Un Ltd., London/Berlin 2021, erweiterte und aktualisierte Neuauflage des Buches von 2009, ISBN 978-3-945127-278.
- Die Sudetendeutschen. Eine Volksgruppe in Europa. Von den Anfängen bis zur Gegenwart., 144 S.; vierte, aktualisierte Auflage des Ausstellungskataloges von 2007/2010, Verlag Inspiration Un Ltd., London/Berlin 2021, ISBN 978-3-945127-339.